# Rouvroy-sur-Audry
Rouvroy-sur-Audry település Franciaországban, Ardennes megyében. Lakosainak száma 528 fő (2022. január 1.). Rouvroy-sur-Audry Le Châtelet-sur-Sormonne, L’Échelle, Murtin-et-Bogny, Neufmaison, Remilly-les-Pothées és Vaux-Villaine községekkel határos.

## Népesség
A település népessége az elmúlt években az alábbi módon változott:
| Lakosok száma | 475  | 602  | 537  | 559  | 586  | 595  | 583  | 572  | 571  | 528  |
|               | 1968 | 1982 | 1990 | 2006 | 2013 | 2015 | 2017 | 2019 | 2020 | 2022 |